# Vệ Giác
Vệ Giác (chữ Hán: 衞角; trị vì: 229 TCN-209 TCN), hay Vệ quân Giác (衛君角), tên thật là Cơ Giác (姬角), là vị vua thứ 46 và là vua cuối cùng của nước Vệ thời Chiến Quốc trong lịch sử Trung Quốc.
Vệ Giác là con của Vệ Nguyên quân – vua thứ 45 nước Vệ. Năm 230 TCN, Vệ Nguyên quân mất, Cơ Giác lên nối ngôi.
Năm 221 TCN, Tần Thủy Hoàng thống nhất Trung Quốc, lập ra nhà Tần, nhưng vẫn không diệt hẳn nước Vệ. Vệ Giác vẫn cai trị huyện Dã Vương.
Năm 209 TCN, Tần Nhị Thế lên ngôi và diệt Vệ, phế ông làm thứ nhân. Vệ Giác làm vua được 21 năm, không rõ ông mất năm nào và kết cục của ông ra sao. Cùng năm, thiên hạ nổi dậy theo Trần Thắng và Ngô Quảng khởi nghĩa chống lại Tần Nhị Thế, khởi đầu cho sự suy vong của nhà Tần.